# バルーチスターン解放軍

バルーチスターン解放軍の旗

バルーチスターン解放軍（バルーチスターンかいほうぐん、バローチー語: بلۏچستان آجوییء لشکر、英語: Balochi Liberation Army、ウルドゥー語: بلوچستان لبریشن آرم）は、パキスタン南西部（バルーチスターン）でバローチ人の分離独立国家を目指しているパキスタンの反政府武装勢力。欧州連合やアメリカ合衆国ではテロ組織として指定されている。日本では、バルチスタン解放軍（BLA）、あるいはバルチ解放軍として報道されている。

## 概要
1980年代はアフガニスタン紛争 (1978年-1989年)でムジャヒディンを支援するパキスタン政府に対抗したソビエト連邦とアフガニスタン民主共和国やインドから支援を受けていたとされる。
2000年代に入り、バルーチスターン地方（主にバローチスターン州）のパキスタンからの分離独立を目的に組織化されたと考えられている。
バルーチスターン地方では、他の武装組織としてバルチスタン解放戦線（BLF）、バルチスタン共和国軍（BRA）バルーチ・ラージ・アージョイ・サンガル（BRAS）が活動している。

## 2001年以降の主要な事件
- 2017年4月21日 - バルチスタン州都クエッタで、BLA等の戦闘員約500人が政府に投降する事を示す式典に出席し、当局に武器を手渡し、パキスタンへの忠誠を誓った[9]。

- 2018年11月23日 - カラチにある中国総領事館が武装組織の襲撃を受け、パキスタン人警察官2人と巻き添えとなった市民2人の計4人が死亡した。バルチスタン解放軍が犯行声明を出した

- 2019年5月11日 - グワダルで、武装集団がホテルを襲撃し、ホテル従業員4人と兵士1人が死亡。BLAが「中国及びその他外国の投資者」を標的にしたと犯行声明で主張した[10]。

- 2019年7月2日 - アメリカ合衆国国務省によりテロ組織と認定された[11][2]。
- 2022年4月26日 - カラチにあるカラチ大学内の孔子学院で大規模な爆発が発生し、中国人の院長や教員を含む4人が死亡。BLAがTwitterで犯行声明を出した[12][13][14]。
- 2024年10月7日 - パキスタンで中国人が乗った電力会社の車列が狙われた 。バルチ解放軍は、中国人を狙ったなどの声明を発表。これにより中国人２人が死亡、他10人が負傷した。
- 2024年11月9日 - バルチスタン州のクエッタの駅で爆発があり、少なくとも26人が死亡し、50人以上がけがをした。BLAが犯行声明を出した[3][15]。